# 栗コーダーポップスオーケストラ
栗コーダーポップスオーケストラ（くりコーダーポップスオーケストラ）は、日本で活動している音楽グループ栗コーダーカルテットの別名義グループ。メンバーは栗コーダーカルテットを中心とし、栗原が共演して来た打楽器、鍵盤奏者を加えた編成になっている。

## メンバー
栗原正己（くりはら まさき）
リーダー。ソプラノリコーダーを中心としたソプラニーノリコーダー、ピアニカなど木管楽器、エレクトリックベースなど。
川口義之（かわぐち よしゆき）
アルトリコーダーを中心とした各種リコーダー、サクソフォーン（アルト・バス）、フルート、クラリネットなど木管楽器。ハーモニカ、タンブリンなど。
近藤研二（こんどう けんじ）
テナーリコーダーを中心とした各種リコーダー、フォークギター、ナイロンギター（クラシック・ギター）、スティール・ギター、エレクトリック・ギター、ウクレレ、バンジョーなど弦楽器。
関島岳郎（せきじま たけろう）
グレートバスリコーダーを中心とした各種リコーダー、チューバ、トロンボーン、トランペットなど管楽器、ハープ、口琴など。
三沢泉（みさわ いずみ）
木琴を中心とした鉄琴（グロッケン）、マリンバ、ティンパニ、シンバル、トライアングル、カスタネット、タンブリンなどドラム以外の打楽器全般。
斉藤哲也（さいとう てつや）
アコースティックピアノを中心としたエレキピアノ、アコーディオン、ピアニカなど鍵盤楽器、シンセサイザーなど。
イトケン
ドラムを中心としたクイーカ、ウッドブロック、マリンバなど打楽器、効果音全般。
また、各CDの収録にはサポートメンバーとして次の様な音楽家が参加。
- あずまんが大王オリジナルサウンドトラック Vol.1（LACA-5111）
  - 桑野聖：ヴァイオリン
  - 岩戸由起子：ヴァイオリン
  - 四谷卯大：チェロ
  - Orange & Lemons（上野洋子 & 伊藤真澄）
- あずまんが大王オリジナルサウンドトラック Vol.2（LACA-5128）
  - 水江ヨーカン：トランペット
  - 桑野聖：ヴァイオリン
  - 岩戸由起子：ヴァイオリン
  - 四谷卯大：チェロ
- よつばと♪（GNCA-1042）
  - 桑野聖strings
    - 桑野聖：ヴァイオリン
    - 大林典代：ヴァイオリン
    - 藤家泉子：ヴァイオリン
    - 今野均：ヴァイオリン
    - 三宅進：チェロ
    - 松葉春樹：チェロ
    - 千葉一樹：コントラバス
- よつばと♪組曲「冬将軍」（GNCA-1108）
  - Wood wind & Strings section
    - 高桑英世：フルート
    - 庄司知史：オーボエ
    - 山根公男：クラリネット

  - 桑野聖strings
    - 桑野聖：以下ヴァイオリン
    - 大林典代
    - 藤家泉子
    - 今野均
    - 桐山なぎさ
    - 矢野晴子
    - 久永泉
    - 三浦道子
    - 岩戸有紀子
    - 大沼幸江：ヴィオラ
    - 三宅進：以下チェロ
    - 堀沢真己
- ぺとぺとさんオリジナルサウンドトラック Vol.1
- ぺとぺとさんオリジナルサウンドトラック Vol.2

## ディスコグラフィー
- あずまんが大王 短編映画サウンドトラック（ランティス）発売日：2001年12月
- あずまんが大王オリジナルサウンドトラックVol.1（ランティス/LACA-5123）発売日：2002年6月26日
- あずまんが大王オリジナルサウンドトラックVol.2（ランティス/LACA-5128）発売日：2002年10月23日
- Tribute to あずまんが大王（ランティス/LACA-5123）発売日：2002年10月2日
- Tribute to あずまんが大王ライブ（LACA-5237）発売日：2003年12月3日
- よつばと!イメージアルバム「よつばと♪」（GNCA-1042）発売日：2005年4月2日
- 「ぺとぺとさん」オリジナルサウンドトラック Vol.1（LHCA-5014）発売日：2005年9月22日
- 「ぺとぺとさん」オリジナルサウンドトラック Vol.2（LHCA-5021）発売日：2005年10月26日
- よつばと♪ 組曲「冬将軍」（GNCA-1108）発売日：2006年11月22日 - 一部演奏参加
- あずまんが大王ヴォーカルコレクション「うたいましょ」（LACA-5145）発売日：2002年12月25日